# Blédina
Blédina est une entreprise agroalimentaire française spécialisée dans l'alimentation infantile, appartenant au groupe Danone.

## Historique

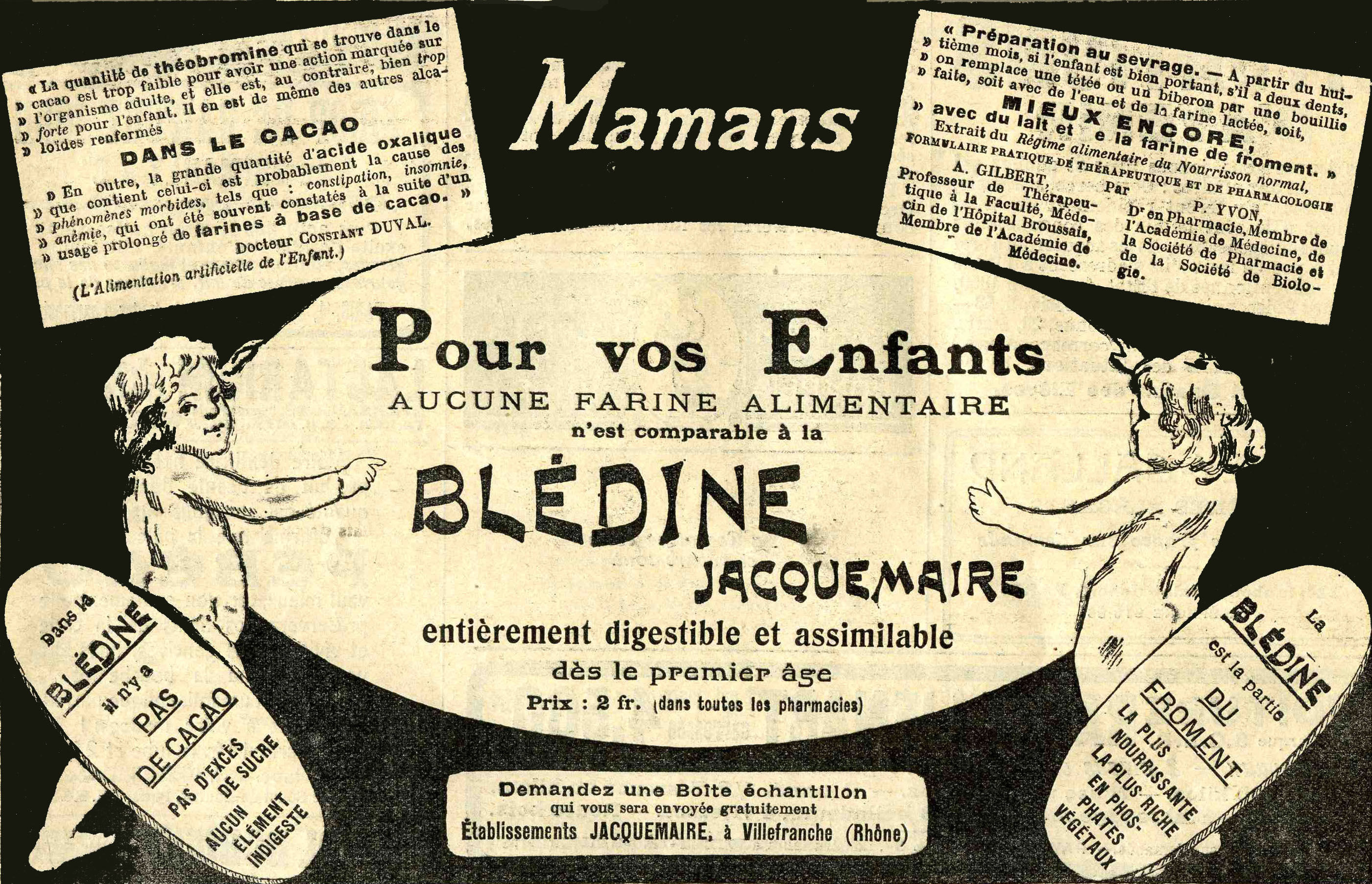
Publicité pour la Blédine (1910)

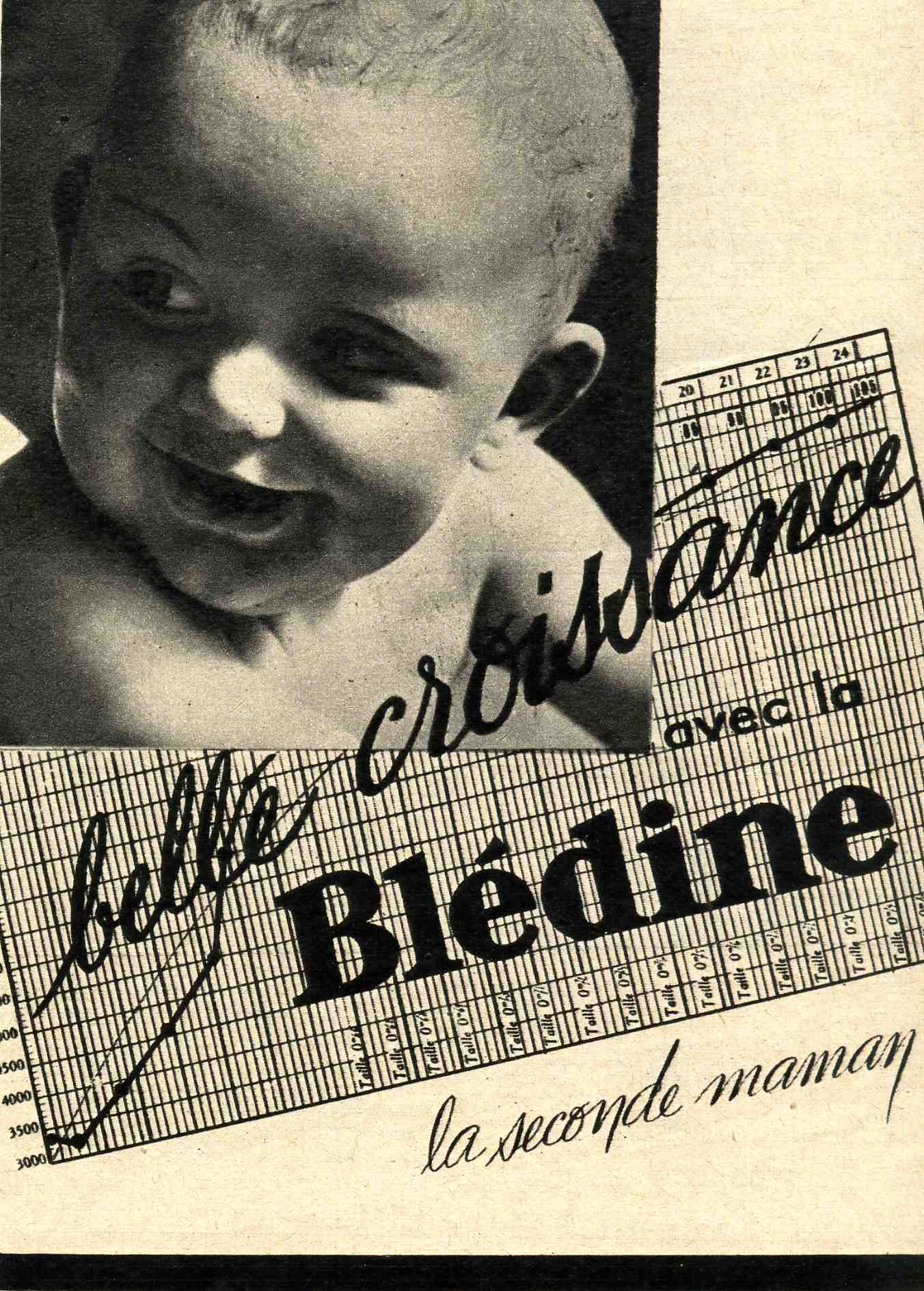
Blédine, « la seconde maman » (1937)

À partir de 1881 et grâce aux conseils de son ami le docteur Albert Robin, Léon Jacquemaire (1850-1907), pharmacien à Villefranche-sur-Saône, commence à élaborer des préparations alimentaires qui auront un grand succès commercial. Après la phosphate de chaux, il réussit à préparer industriellement des glycérophosphates (commercialisés sous le nom de « Phosphate vital »). Ces produits, sous forme de solution gazeuse ou de granulés, visent à combattre toutes sortes de maladies chez l'adulte et l'enfant, de la neurasthénie à l'anémie en passant par la fatigue chronique, la tuberculose et la fièvre. La publicité pour ces produit est abondante et le succès commercial est assuré. Parmi les autres produits élaborés par Jacquemaire à la même époque, on trouve la « Carnine », fortifiant à base de sang de bœuf et la « Blédine », une farine destinée à l'alimentation des enfants intolérants au lactose. Cette farine est obtenue par le broyage et le tamisage d'un biscuit de grains de blé, puis est diluée avec de l'eau dans un biberon et chauffée. Soutenue par le corps médical prospecté par des visiteurs médicaux, la Blédine est rapidement un succès commercial avec 15 000 boîtes vendues par mois, permettant de lutter contre la mortalité infantile.
En 1907, à la mort de Jacquemaire, l'affaire est reprise par son collaborateur Maurice Miguet (1880-1932). La marque Blédine est déposée en 1910. En 1929, la farine est enrichie au cacao, et les ventes annuelles montent jusqu'à 3 millions de boîtes. La marque s'appuie également sur une importante présence publicitaire, avec un budget colossal pour l'époque, de 5 millions de francs (pour un chiffre d'affaires de 18 millions de francs). Les visages d'enfants souriants et grassouillets s'affichent, avec comme slogan « la seconde maman ».
En 1932, Miguet meurt, alors que la société était en situation difficile, due à la baisse de la consommation et à la concurrence accrue. Le gendre de Miguet, Jean Penche, prend la direction de la société en 1936, avec l'appui de la société Progil.

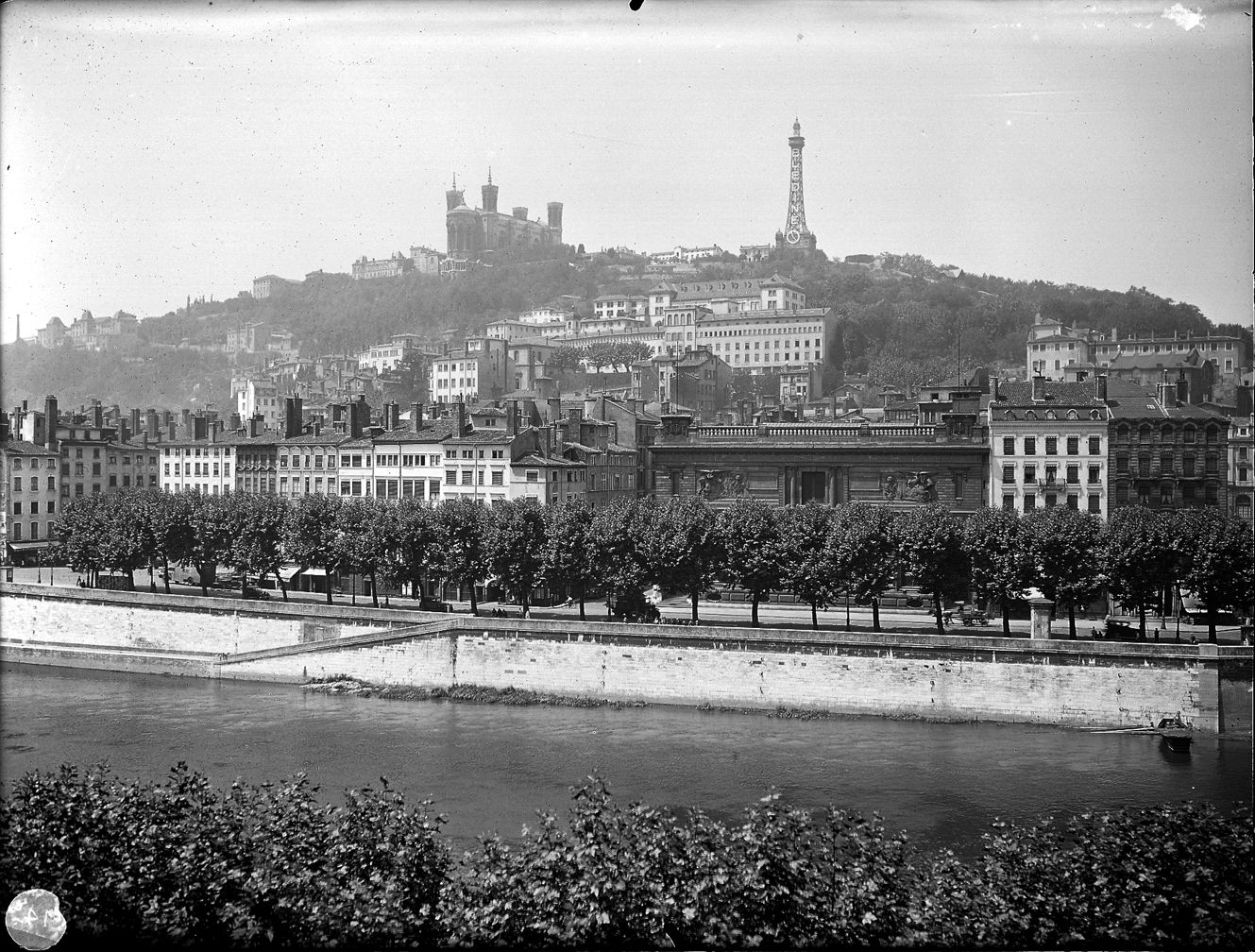
La tour de Fourvière avec l'enseigne publicitaire pour la « Blédine », vers 1937.

Dans les années 1930, la tour métallique de Fourvière à Lyon sert de support publicitaire pour la Blédine.
Après un arrêt de la production en 1944 dû à la guerre et à la pénurie, les ventes de l'entreprise croissent durant les trente Glorieuses. La gamme s'élargit avec les farines 1er et 2e âge, les activités se diversifient avec le lait en poudre Alma (1951), les aliments dans les boites métalliques (1955) puis dans les petits pots en verre (1961), et les ventes profitent de l'essor des supermarchés pour se multiplier.

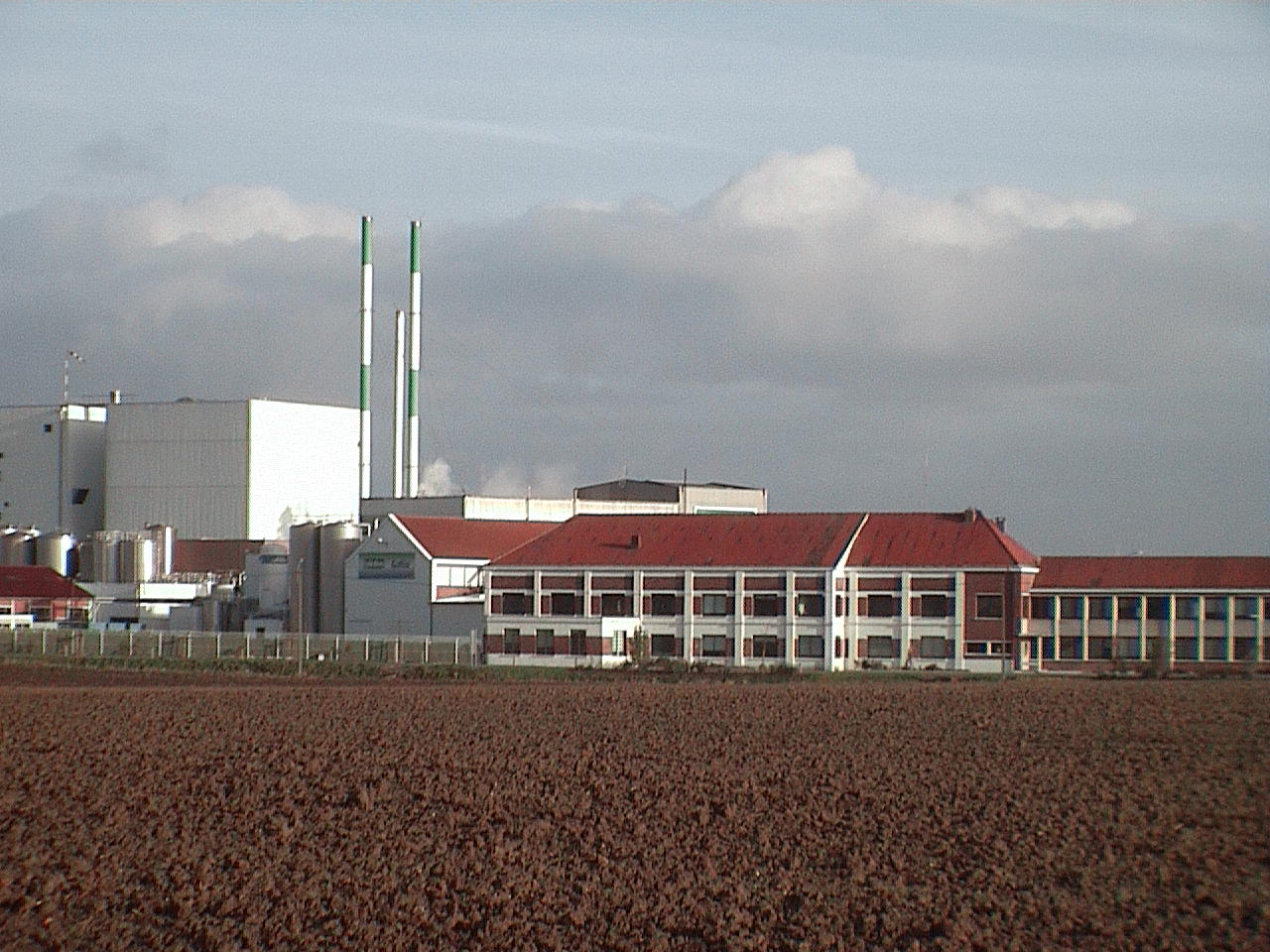
Usine Blédina à Steenvoorde

L'entreprise Jacquemaire grossit par le rachat des chocolats Pupier (1958) de Saint-Étienne, la diffusion des produits Gayelord-Hauser (1962), et change de nom en 1962 pour Blédina, en référence à son produit phare. Trois ans plus tard, elle est rachetée par la Société des eaux minérales d'Évian (SAEME), dirigée par Antoine Riboud, et intégrée à BSN en 1970. Blédina poursuit ses innovations, comme la Cracotte (1973), résultat d'une nouvelle recette de Blédine infructueuse, vendue sous la marque LU, ou Blédidej (1992), Blédichef (1993) et le lait de croissance en bouteille. La Blédine représente aujourd'hui 6 % des ventes de l'entreprise[citation nécessaire].
Historiquement implantée à Villefranche-sur-Saône, dont elle est le premier employeur avec 430 salariés répartis entre le siège social et l'usine de production dédiée à la transformation céréalière (Blédine, Cracotte, etc.), l'entreprise dispose de deux autres sites de production, à Brive-la-Gaillarde, ouvert en 1972 spécialisé dans les Petits Pots, les Compotes, les Bols, les Blédichefs et des produits médicaux de la marque Nutricia, et à Steenvoorde, pour les laits.
L'usine de Blédina Brive est l'une des plus grandes usines jamais construite en Europe pour l'alimentation infantile avec près de 500 salariés, et réalise une grande partie du chiffre d'affaires de l'entreprise. 
En 2006, pour fêter le centenaire de la Blédine, la société installe une éphémère « Maison Blédina » sur la place Bellecour à Lyon.
Elle est numéro un français de l'alimentation infantile, avec environ 54 % de parts de marché.
En octobre 2015, la décision est annoncée de construire de nouveaux locaux à Limonest, au nord-ouest de Lyon qui seront partagés avec Laboratoire Gallia.
En avril 2019, la société obtient la certification B-Corp. C'est désormais la plus grande entreprise française certifiée par B Lab pour ses actions de développement durable et de responsabilité sociale.

## Visuels

Logo de 1998 à 2015.

## Activité de lobbying
Pour l'année 2017, Blédina déclare à la Haute Autorité pour la transparence de la vie publique exercer des activités de lobbying en France pour un montant qui n'excède pas 50 000 euros.